# Lista över matchresultat i Svenska Hockeyligan 2016/2017
Lista över matchresultat i grundserien av Svenska Hockeyligan 2016/2017. Ligan inleddes den 17 september 2016 och avslutades 9 mars 2017.
  
| Nr | Lag              | S  | V  | ÖV | ÖF | F  | GM  | IM  | MS  | P  |
| -- | ---------------- | -- | -- | -- | -- | -- | --- | --- | --- | -- |
| 1  | Växjö Lakers     | 52 | 26 | 7  | 7  | 12 | 165 | 118 | +47 | 99 |
| 2  | HV71             | 52 | 27 | 6  | 5  | 14 | 152 | 99  | +53 | 98 |
| 3  | Frölunda HC (RM) | 52 | 27 | 6  | 4  | 15 | 142 | 114 | +28 | 97 |
| 4  | Linköping HC     | 52 | 27 | 5  | 5  | 15 | 136 | 116 | +20 | 96 |
| 5  | Brynäs IF        | 52 | 27 | 4  | 4  | 17 | 156 | 124 | +32 | 93 |
| 6  | Skellefteå AIK   | 52 | 25 | 6  | 3  | 18 | 129 | 123 | +6  | 90 |
| 7  | Färjestad BK     | 52 | 22 | 9  | 3  | 18 | 133 | 121 | +12 | 87 |
| 8  | Malmö Redhawks   | 52 | 23 | 3  | 6  | 20 | 132 | 116 | +16 | 81 |
| 9  | Luleå HF         | 52 | 16 | 7  | 8  | 21 | 118 | 136 | −18 | 70 |
| 10 | Djurgårdens IF   | 52 | 15 | 7  | 11 | 19 | 110 | 128 | −18 | 70 |
| 11 | Karlskrona HK    | 52 | 20 | 2  | 4  | 26 | 110 | 122 | −12 | 68 |
| 12 | Örebro HK        | 52 | 11 | 7  | 6  | 28 | 103 | 155 | −52 | 53 |
| 13 | Rögle BK         | 52 | 12 | 4  | 3  | 33 | 115 | 158 | −43 | 47 |
| 14 | Leksands IF (U)  | 52 | 12 | 1  | 5  | 34 | 93  | 164 | −71 | 43 |

## Matcher
| - 17 september 2016 Färjestad BK - Örebro HK 2 - 1 (0-1, 1-0, 1-0) Publik: 8500 Löfbergs Arena - 21 september 2016 Linköping HC - HV71 1 - 3 (0-1, 1-1, 0-1) Publik: 5620 Saab Arena - 21 september 2016 Malmö Redhawks - Karlskrona HK 3 - 0 (1-0, 1-0, 1-0) Publik: 5274 Malmö Arena - 22 september 2016 Leksands IF - Djurgårdens IF 2 - 5 (0-1, 2-3, 0-1) Publik: 7650 Tegera Arena - 22 september 2016 Rögle BK - Växjö Lakers 3 - 5 (0-1, 3-2, 0-2) Publik: 4556 Lindab Arena - 23 september 2016 Luleå HF - Skellefteå AIK 1 - 2 (0-0, 1-1, 0-0, 0-0, 0-1) Publik: 6300 Coop Norrbotten Arena - 23 september 2016 Brynäs IF - Frölunda HC 7 - 2 (1-0, 4-1, 2-1) Publik: 7132 Gavlerinken Arena - 24 september 2016 Karlskrona HK - Leksands IF 3 - 1 (0-0, 2-0, 1-1) Publik: 5050 ABB Arena Karlskrona - 24 september 2016 Djurgårdens IF - Malmö Redhawks 1 - 2 (0-1, 1-1, 0-0) Publik: 7659 Hovet, Johanneshov - 24 september 2016 Frölunda HC - Brynäs IF 3 - 1 (0-1, 1-0, 2-0) Publik: 10046 Scandinavium - 24 september 2016 Växjö Lakers - HV71 4 - 3 (2-1, 0-2, 1-0, 1-0) Publik: 5750 Vida Arena - 24 september 2016 Skellefteå AIK - Luleå HF 3 - 2 (1-0, 1-1, 1-1) Publik: 5800 Skellefteå Kraft Arena - 24 september 2016 Örebro HK - Rögle BK 3 - 4 (2-1, 1-1, 0-2) Publik: 5420 Behrn Arena - 25 september 2016 Linköping HC - Färjestad BK 3 - 4 (1-0, 2-2, 0-1, 0-1) Publik: 7040 Saab Arena - 28 september 2016 Djurgårdens IF - Karlskrona HK 0 - 4 (0-0, 0-4, 0-0) Publik: 5258 Hovet, Johanneshov - 29 september 2016 Örebro HK - Brynäs IF 3 - 5 (1-2, 2-2, 0-1) Publik: 5500 Behrn Arena - 29 september 2016 Luleå HF - Leksands IF 5 - 1 (3-1, 2-0, 0-0) Publik: 4468 Coop Norbotten Arena - 29 september 2016 Skellefteå AIK - Växjö Lakers 3 - 2 (1-1, 0-0, 1-1, 1-0) Publik: 4009 Skellefteå Kraft Arena - 29 september 2016 Rögle BK - Linköping HC 3 - 2 (1-2, 0-0, 1-0, 1-0) Publik: 3553 Lindab Arena - 29 september 2016 Färjestad BK - Malmö Redhawks 2 - 4 (0-4, 2-0, 0-0) Publik: 5058 Löfbergs Arena - 29 september 2016 HV71 - Frölunda HC 2 - 3 (1-0, 1-1, 0-2) Publik: 6407 Kinnarps Arena - 1 oktober 2016 Brynäs IF - Linköping HC 1 - 2 (1-1, 0-0, 0-1) Publik: 4517 Gavlerinken Arena - 1 oktober 2016 HV71 - Skellefteå AIK 7 - 1 (4-0, 0-0, 3-1) Publik: 5983 Kinnarps Arena - 1 oktober 2016 Karlskrona HK - Färjestad BK 5 - 2 (1-0, 4-1, 0-1) Publik: 4046 ABB Arena Karlskrona - 1 oktober 2016 Växjö Lakers - Luleå HF 1 - 3 (0-1, 0-2, 1-0) Publik: 5126 Vida Arena - 1 oktober 2016 Leksands IF - Örebro HK 2 - 3 (1-0, 1-1, 0-1, 0-1) Publik: 5874 Tegera Arena - 2 oktober 2016 Frölunda HC - Djurgårdens IF 4 - 1 (0-0, 1-1, 3-0) Publik: 6816 Scandinavium - 14 november 2016 Malmö Redhawks - Rögle BK 2 - 1 (0-0, 0-0, 2-1) Publik: 10628 Malmö Arena - 6 oktober 2016 Brynäs IF - Luleå HF 5 - 2 (1-1, 1-1, 3-0) Publik: 3917 Gavlerinken Arena - 6 oktober 2016 Färjestad BK - HV71 1 - 4 (1-2, 0-0, 0-2) Publik: 4756 Löfbergs Arena - 6 oktober 2016 Linköping HC - Leksands IF 2 - 1 (0-0, 1-0, 0-1, 1-0) Publik: 5170 Saab Arena - 6 oktober 2016 Djurgårdens IF - Skellefteå AIK 2 - 1 (2-0, 0-1, 0-0) Publik: 7739 Ericsson Globe - 6 oktober 2016 Frölunda HC - Växjö Lakers 3 - 1 (1-0, 2-0, 0-1) Publik: 6463 Scandinavium - 7 oktober 2016 Karlskrona HK - Rögle BK 4 - 1 (2-1, 1-0, 1-0) Publik: 3969 ABB Arena Karlskrona - 7 oktober 2016 Malmö Redhawks - Örebro HK 1 - 0 (0-0, 0-0, 0-0, 0-0, 1-0) Publik: 6369 Malmö Arena - 17 september 2016 Luleå HF - Linköping HC 4 - 0 (3-0, 0-0, 1-0) Publik: 5450 Coop Norbotten Arena - 27 september 2016 Växjö Lakers - Leksands IF 4 - 1 (1-0, 1-1, 2-0) Publik: 4108 Vida Arena - 8 oktober 2016 HV71 - Djurgårdens IF 5 - 1 (2-0, 1-1, 2-0) Publik: 6809 Kinnarps Arena - 8 oktober 2016 Färjestad BK - Frölunda HC 2 - 1 (0-0, 0-0, 1-1, 1-0) Publik: 7162 Löfbergs Arena - 8 oktober 2016 Örebro HK - Malmö Redhawks 5 - 4 (3-1, 2-1, 0-2) Publik: 5301 Behrn Arena - 8 oktober 2016 Rögle BK - Karlskrona HK 2 - 4 (0-1, 1-2, 1-1) Publik: 3891 Lindab Arena - 8 oktober 2016 Skellefteå AIK - Brynäs IF 1 - 2 (0-0, 1-2, 0-0) Publik: 4245 Skellefteå Kraft Arena - 12 oktober 2016 Växjö Lakers - Karlskrona HK 2 - 3 (2-0, 0-2, 0-0, 0-0, 0-1) Publik: 4216 Vida Arena - 13 oktober 2016 Brynäs IF - Leksands IF 1 - 3 (0-0, 1-0, 0-3) Publik: 7909 Gavlerinken Arena - 13 oktober 2016 Skellefteå AIK - Färjestad BK 0 - 5 (0-1, 0-1, 0-3) Publik: 5614 Skellefteå Kraft Arena - 13 oktober 2016 HV71 - Örebro HK 3 - 5 (2-0, 1-4, 0-1) Publik: 5913 Kinnarps Arena - 13 oktober 2016 Linköping HC - Malmö Redhawks 3 - 5 (0-2, 3-1, 0-2) Publik: 4963 Saab Arena - 13 oktober 2016 Djurgårdens IF - Luleå HF 3 - 4 (1-1, 0-0, 2-2, 0-0, 0-1) Publik: 6103 Hovet, Johanneshov - 13 oktober 2016 Frölunda HC - Rögle BK 2 - 1 (0-0, 0-0, 2-1) Publik: 7785 Scandinavium - 4 oktober 2016 Malmö Redhawks - Leksands IF 5 - 1 (2-0, 2-0, 1-1) Publik: 6995 Malmö Arena - 15 oktober 2016 Djurgårdens IF - Örebro HK 0 - 3 (0-1, 0-1, 0-1) Publik: 6125 Hovet, Johanneshov - 15 oktober 2016 Växjö Lakers - Brynäs IF 1 - 2 (0-0, 0-1, 1-1) Publik: 4990 Vida Arena - 15 oktober 2016 Rögle BK - HV71 1 - 4 (0-2, 1-1, 0-1) Publik: 3551 Lindab Arena - 15 oktober 2016 Frölunda HC - Linköping HC 2 - 3 (0-0, 1-1, 1-2) Publik: 9397 Scandinavium - 15 oktober 2016 Luleå HF - Färjestad BK 1 - 3 (1-2, 0-1, 0-0) Publik: 4734 Coop Norrbotten Arena - 15 oktober 2016 Karlskrona HK - Skellefteå AIK 1 - 2 (0-0, 0-0, 1-2) Publik: 4685 ABB Arena Karlskrona - 18 oktober 2016 Luleå HF - Malmö Redhawks 4 - 2 (3-0, 0-1, 1-1) Publik: 4793 Coop Norrbotten Arena - 18 oktober 2016 Leksands IF - Skellefteå AIK 1 - 6 (0-1, 0-3, 1-2) Publik: 5012 Tegera Arena - 18 oktober 2016 Örebro HK - Frölunda HC 2 - 3 (1-2, 0-0, 1-1) Publik: 5426 Behrn Arena - 18 oktober 2016 Brynäs IF - Rögle BK 4 - 3 (1-2, 1-1, 2-0) Publik: 3813 Gavlerinken Arena - 18 oktober 2016 HV71 - Karlskrona HK 4 - 1 (1-0, 0-1, 3-0) Publik: 6132 Kinnarps Arena - 19 oktober 2016 Färjestad BK - Djurgårdens IF 3 - 2 (1-1, 1-1, 0-0, 0-0, 1-0) Publik: 5150 Löfbergs Arena - 19 oktober 2016 Linköping HC - Växjö Lakers 2 - 5 (1-2, 1-2, 0-1) Publik: 4934 Saab Arena - 20 oktober 2016 Skellefteå AIK - Örebro HK 4 - 1 (0-1, 3-0, 1-0) Publik: 3818 Skellefteå Kraft Arena - 20 oktober 2016 Rögle BK - Luleå HF 2 - 3 (1-1, 1-0, 0-1, 0-0, 0-1) Publik: 3202 Lindab Arena - 20 oktober 2016 Frölunda HC - Leksands IF 5 - 1 (1-0, 4-0, 0-1) Publik: 8967 Scandinavium - 20 oktober 2016 Karlskrona HK - Brynäs IF 4 - 2 (1-1, 2-1, 1-0) Publik: 3607 ABB Arena Karlskrona - 21 oktober 2016 Djurgårdens IF - Linköping HC 4 - 5 (2-0, 1-3, 1-2) Publik: 6334 Hovet, Johanneshov - 21 oktober 2016 Växjö Lakers - Färjestad BK 1 - 3 (0-0, 1-2, 0-1) Publik: 4669 Vida Arena - 29 november 2016 Malmö Redhawks - HV71 4 - 3 (1-1, 1-0, 2-2) Publik: 6503 Malmö Arena - 22 oktober 2016 Skellefteå AIK - Frölunda HC 2 - 3 (1-0, 0-2, 1-1) Publik: 5109 Skellefteå Kraft Arena - 22 oktober 2016 Leksands IF - Rögle BK 0 - 2 (0-1, 0-0, 0-1) Publik: 5567 Tegera Arena - 22 oktober 2016 Örebro HK - Karlskrona HK 1 - 3 (0-1, 0-2, 1-0) Publik: 5278 Behrn Arena - 22 oktober 2016 Brynäs IF - Malmö Redhawks 3 - 5 (1-1, 2-2, 0-2) Publik: 5084 Gavlerinken Arena - 22 oktober 2016 Färjestad BK - Växjö Lakers 4 - 1 (2-0, 1-1, 1-0) Publik: 5886 Löfbergs Arena - 22 oktober 2016 Linköping HC - Djurgårdens IF 2 - 1 (1-0, 1-0, 0-1) Publik: 5984 Saab Arena - 23 oktober 2016 Luleå HF - HV71 3 - 1 (0-0, 1-0, 2-1) Publik: 4245 Coop Norrbotten Arena - 24 oktober 2016 Rögle BK - Skellefteå AIK 3 - 2 (0-0, 2-1, 1-1) Publik: 3235 Lindab Arena - 25 oktober 2016 Växjö Lakers - Djurgårdens IF 5 - 3 (2-1, 1-1, 2-1) Publik: 4250 Vida Arena - 25 oktober 2016 Luleå HF - Karlskrona HK 1 - 2 (0-0, 1-1, 0-1) Publik: 4558 Coop Norrbotten Arena - 25 oktober 2016 HV71 - Leksands IF 5 - 2 (1-0, 2-2, 2-0) Publik: 6135 Kinnarps Arena - 25 oktober 2016 Frölunda HC - Malmö Redhawks 3 - 1 (1-0, 1-1, 1-0) Publik: 8953 Scandinavium - 25 oktober 2016 Färjestad BK - Brynäs IF 1 - 5 (1-0, 0-0, 0-5) Publik: 4617 Löfbergs Arena - 25 oktober 2016 Linköping HC - Örebro HK 1 - 3 (0-1, 0-1, 1-1) Publik: 4213 Saab Arena - 27 oktober 2016 Skellefteå AIK - Linköping HC 4 - 1 (1-0, 1-0, 2-1) Publik: 4043 Skellefteå Kraft Arena - 27 oktober 2016 Djurgårdens IF - Rögle BK 0 - 4 (0-0, 0-3, 0-1) Publik: 5304 Hovet, Johanneshov - 27 oktober 2016 Örebro HK - Luleå HF 3 - 2 (0-1, 2-1, 1-0) Publik: 5165 Behrn Arena - 27 oktober 2016 Malmö Redhawks - Växjö Lakers 0 - 3 (0-1, 0-2, 0-0 Publik: 6529 Malmö Arena - 27 oktober 2016 Karlskrona HK - Frölunda HC 2 - 1 (0-1, 2-0, 0-0) Publik: 4121 ABB Arena Karlskrona - 27 oktober 2016 Brynäs IF - HV71 5 - 3 (1-2, 3-1, 1-0) Publik: 5372 Gavlerinken Arena - 30 oktober 2016 Leksands IF - Färjestad BK 1 - 2 (0-0, 1-2, 0-0) Publik: 6372 Tegera Arena - 29 oktober 2016 Färjestad BK - Leksands IF 5 - 3 (1-2, 2-1, 2-0) Publik: 8098 Löfbergs Arena - 29 oktober 2016 Luleå HF - Linköping HC 3 - 5 (1-1, 1-2, 1-2) Publik: 5726 Coop Norrbotten Arena - 29 oktober 2016 HV71 - Brynäs IF 4 - 2 (2-1, 2-1, 0-0) Publik: 6723 Kinnarps Arena - 29 oktober 2016 Frölunda HC - Skellefteå AIK 4 - 2 (1-0, 2-0, 1-2) Publik: 11716 Scandiniavium - 29 oktober 2016 Växjö Lakers - Örebro HK 4 - 2 (1-0, 2-1, 1-1) Publik: 4108 Vida Arena - 29 oktober 2016 Malmö Redhawks - Karlskrona HK 1 - 3 (1-0, 0-0, 0-3) Publik: 7464 Malmö Arena - 24 januari 2017 Rögle BK - Djurgårdens IF 1 - 3 (0-0, 0-2, 1-1) Publik: 3309 Lindab Arena - 10 november 2016 Luleå HF - Malmö Redhawks 0 - 5 (0-1, 0-1, 0-3) Publik: 4277 Coop Norrbotten Arena - 10 november 2016 Leksands IF - Brynäs IF 1 - 4 (0-1, 1-1, 0-2) Publik: 7478 Tegera Arena - 10 november 2016 Linköping HC - Färjestad BK 1 - 2 (0-1, 1-0, 0-0, 0-0, 0-1) Publik: 4745 Saab Arena - 10 november 2016 Djurgårdens IF - Frölunda HC 4 - 3 (2-0, 0-2, 2-1) Publik: 5841 Hovet, Johanneshov - 10 november 2016 Örebro HK - Karlskrona HK 1 - 0 (0-0, 0-0, 0-0, 0-0, 1-0) Publik: 5021 Behrn Arena - 11 november 2016 Rögle BK - Skellefteå AIK 0 - 3 (0-2, 0-1, 0-0) Publik: 3511 Lindab Arena - 11 november 2016 HV71 - Växjö Lakers 2 - 4 (0-2, 2-1, 0-1) Publik: 6702 Kinnarps Arena - 12 november 2016 Leksands IF - Luleå HF 4 - 0 (1-0, 2-0, 1-0) Publik: 5843 Tegera Arena - 12 november 2016 Färjestad BK - Malmö Redhawks 1 - 0 (0-0, 0-0, 0-0, 1-0) Publik: 5832 Löfbergs Arena - 12 november 2016 Karlskrona HK - Frölunda HC 0 - 3 (0-1, 0-2, 0-0) Publik: 4647 ABB Arena Karlskrona - 12 november 2016 Skellefteå AIK - Rögle BK 4 - 1 (1-0, 2-1, 1-0) Publik: 4304 Skellefteå Kraft Arena - 12 november 2016 Örebro HK - Linköping HC 3 - 4 (2-0, 0-2, 1-1, 0-1) Publik: 5500 Behrn Arena - 12 november 2016 Brynäs IF - Djurgårdens IF 4 - 0 (1-0, 0-0, 3-0) Publik: 7158 Gavlerinken Arena - 12 november 2016 Växjö Lakers - HV71 3 - 4 (1-0, 2-1, 0-2, 0-0, 0-1) Publik: 5663 Vida Arena - 15 november 2016 Luleå HF - Växjö Lakers 4 - 2 (0-1, 3-1, 1-0) Publik: 3889 Coop Norrbotten Arena - 15 november 2016 Djurgårdens IF - Skellefteå AIK 4 - 2 (0-0, 1-2, 3-0) Publik: 5869 Hovet, Johanneshov - 15 november 2016 HV71 - Färjestad BK 3 - 1 (1-0, 1-0, 1-1) Publik: 6213 Kinnarps Arena - 15 november 2016 Frölunda HC - Örebro HK 5 - 0 (3-0, 1-0, 1-0) Publik: 7956 Scandinavium - 15 november 2016 Karlskrona HK - Brynäs IF 1 - 2 (0-2, 1-0, 0-0) Publik: 3799 ABB Arena Karlskrona - 15 november 2016 Linköping HC - Leksands IF 6 - 1 (2-0, 2-1, 2-0) Publik: 5008 Saab Arena - 25 februari 2017 Malmö Redhawks - Rögle BK 4 - 0 (0-0, 2-0, 2-0) Publik: 9303 Malmö Arena - 17 november 2016 Skellefteå AIK - HV71 1 - 0 (0-0, 0-0, 0-0, 1-0) Publik: 4227 Skellefteå Kraft Arena - 17 november 2016 Växjö Lakers - Malmö Redhawks 2 - 1 (1-1, 1-0, 0-0) Publik: 4123 Vida Arena - 17 november 2016 Rögle BK - Luleå HF 3 - 5 (0-0, 1-2, 2-3) Publik: 3226 Lindab Arena - 17 november 2016 Örebro HK - Djurgårdens IF 3 - 0 (0-0, 1-0, 2-0) Publik: 5225 Behrn Arena - 17 november 2016 Färjestad BK - Frölunda HC 3 - 4 (1-0, 2-3, 0-0, 0-1) Publik: 5842 Löfbergs Arena - 18 november 2016 Leksands IF - Karlskrona HK 0 - 1 (0-0, 0-0, 0-1) Publik: 5472 Tegera Arena - 18 november 2016 Brynäs IF - Linköping HC 4 - 1 (3-0, 1-1, 0-0) Publik: 4576 Gavlerinken Arena - 17 november 2016 Linköping HC - Brynäs IF 2 - 1 (1-0, 1-0, 0-1) Publik: 5466 Saab Arena - 19 november 2016 Rögle BK - Färjestad BK 5 - 3 (3-0, 0-2, 2-1) Publik: 3648 Lindab Arena - 19 november 2016 Malmö Redhawks - Djurgårdens IF 0 - 1 (0-0, 0-0, 0-0, 0-0, 0-1) Publik: 6786 Malmö Arena - 19 november 2016 Frölunda HC - HV71 2 - 1 (0-0, 2-0, 0-1) Publik: 12044 Scandinavium - 19 november 2016 Luleå HF - Örebro HK 2 - 0 (0-0, 1-0, 1-0) Publik: 4805 Coop Norrbotten Arena - 19 november 2016 Växjö Lakers - Skellefteå AIK 4 - 0 (0-0, 0-0, 4-0) Publik: 4412 Vida Arena - 19 november 2016 Karlskrona HK - Leksands IF 0 - 2 (0-0, 0-1, 0-1) Publik: 4352 ABB Karlskrona Arena - 22 november 2016 Leksands IF - Växjö Lakers 3 - 1 (0-0, 1-1, 2-0) Publik: 4051 Tegera Arena - 22 november 2016 Brynäs IF - Örebro HK 4 - 3 (0-0, 2-2, 1-1, 1-0) Publik: 4522 Gavlerinken Arena - 22 november 2016 Färjestad BK - Skellefteå AIK 5 - 3 (3-0, 1-0, 1-3) Publik: 4546 Löfbergs Arena - 22 november 2016 Frölunda HC - Malmö Redhawks 2 - 1 (0-0, 0-0, 1-1, 0-0, 1-0) Publik: 9828 Scandinavium - 22 november 2016 Linköping HC - Rögle BK 5 - 2 (2-2, 0-0, 3-0) Publik: 4698 Saab Arena - 22 november 2016 Djurgårdens IF - Luleå HF 3 - 2 (1-1, 1-1, 0-0, 0-0, 1-0) Publik: 6240 Hovet, Johanneshov - 23 november 2016 HV71 - Karlskrona HK 2 - 0 (0-0, 1-0, 1-0) Publik: 6572 Kinnarps Arena - 24 november 2016 Skellefteå AIK - Leksands IF 4 - 1 (2-0, 1-1, 1-0) Publik: 4085 Skellefteå Kraft Arena - 24 november 2016 Rögle BK - Frölunda HC 2 - 4 (0-1, 1-1, 1-2) Publik: 3541 Lindab Arena - 24 november 2016 Växjö Lakers - Linköping HC 4 - 1 (1-1, 1-0, 2-0) Publik: 4230 Vida Arena - 24 november 2016 Örebro HK - Färjestad BK 3 - 1 (1-0, 0-0, 2-1) Publik: 5500 Behrn Arena - 24 november 2016 Malmö Redhawks - Brynäs IF 2 - 1 (0-0, 0-1, 2-0) Publik: 6170 Malmö Arena - 25 november 2016 Karlskrona HK - Djurgårdens IF 3 - 7 (0-0, 0-1, 2-0) Publik: 3899 ABB Arena Karlskrona - 25 november 2016 Luleå HF - HV71 2 - 3 (1-3, 1-0, 0-0) Publik: 4595 Coop Norrbotten Arena - 26 november 2016 Rögle BK - Brynäs IF 2 - 4 (0-0, 2-1, 0-3) Publik: 3842 Lindab Arena - 26 november 2016 Färjestad BK - Växjö Lakers 1 - 3 (0-1, 0-1, 1-1) Publik: 5562 Löfbergs Arena - 26 november 2016 Skellefteå AIK - Örebro HK 5 - 4 (1-1, 2-2, 2-1) Publik: 4586 Skellefteå Kraft Arena - 26 november 2016 Linköping HC - Frölunda HC 3 - 0 (1-0, 1-0, 1-0) Publik: 7070 Saab Arena - 26 november 2016 HV71 - Luleå HF 2 - 1 (0-0, 0-1, 1-0, 0-0, 1-0) Publik: 6319 Kinnarps Arena - 27 november 2016 Leksands IF - Malmö Redhawks 1 - 0 (0-0, 0-0, 0-0, 0-0, 1-0) Publik: 5226 Tegera Arena - 27 november 2016 Djurgårdens IF - Karlskrona HK 2 - 1 (0-1, 0-0, 2-0) Publik: 5978 Hovet, Johanneshov - 1 december 2016 Örebro HK - Leksands IF 4 - 3 (1-1, 1-1, 2-1) Publik: 5500 Behrn Arena - 1 december 2016 Brynäs IF - Skellefteå AIK 2 - 3 (1-1, 1-1, 0-1) Publik: 4910 Gavlerinken Arena - 1 december 2016 Växjö Lakers - Rögle BK 2 - 0 (0-0, 1-0, 1-0) Publik: 4764 Vida Arena - 1 december 2016 HV71 - Djurgårdens IF 2 - 1 (1-0, 0-1, 0-0, 0-0, 1-0) Publik: 5842 Kinnarps Arena - 1 december 2016 Karlskrona HK - Färjestad BK 4 - 1 (1-0, 1-1, 2-0) Publik: 3383 ABB Arena Karlskrona - 2 december 2016 Frölunda HC - Luleå HF 4 - 0 (1-0, 0-0, 3-0) Publik: 8971 Scandinavium - 5 december 2016 Malmö Redhawks - Linköping HC 2 - 3 (0-0, 1-1, 1-2) Publik: 5325 Malmö Arena - 1 december 2016 Linköping HC - Malmö Redhawks 2 - 0 (0-0, 1-0, 1-0) Publik: 4586 Saab Arena - 3 december 2016 Skellefteå AIK - Karlskrona HK 2 - 0 (1-0, 0-0, 1-0) Publik: 4539 Skellefteå Kraft Arena - 3 december 2016 Brynäs IF - Växjö Lakers 2 - 0 (0-0, 1-0, 1-0) Publik: 6533 Gavlerinken Arena - 3 december 2016 Örebro HK - HV71 0 - 3 (0-1, 0-0, 0-2) Publik: 5267 Behrn Arena - 3 december 2016 Luleå HF - Frölunda HC 0 - 1 (0-1, 0-0, 0-0) Publik: 4847 Coop Norrbotten Arena - 4 december 2016 Leksands IF - Rögle BK 3 - 2 (0-1, 1-0, 2-1) Publik: 5003 Tegera Arena - 26 januari 2017 Djurgårdens IF - Färjestad BK 1 - 3 (0-0, 1-1, 0-2) Publik: 6664 Hovet, Johanneshov - 8 december 2016 Skellefteå AIK - Luleå HF 1 - 3 (1-0, 0-1, 0-2) Publik: 5801 Skellefteå Kraft Arena - 8 december 2016 Växjö Lakers - Djurgårdens IF 4 - 1 (1-1, 2-0, 1-0) Publik: 4056 Vida Arena - 8 december 2016 Karlskrona HK - Linköping HC 3 - 1 (2-0, 0-1, 1-0) Publik: 3255 ABB Arena Karlskrona - 8 december 2016 Leksands IF - Frölunda HC 4 - 0 (1-0, 2-0, 1-0) Publik: 4851 Tegera Arena - 8 december 2016 Malmö Redhawks - HV71 4 - 0 (1-0, 2-0, 1-0) Publik: 6161 Malmö Arena - 9 december 2016 Färjestad BK - Brynäs IF 3 - 2 (1-2, 1-0, 0-0, 1-0) Publik: 5724 Löfbergs Arena - 9 december 2016 Rögle BK - Örebro HK 5 - 0 (2-0, 0-0, 3-0) Publik: 3251 Lindab Arena - 10 december 2016 Djurgårdens IF - Leksands IF 3 - 1 (1-1, 1-0, 1-0) Publik: 8100 Hovet, Johanneshov - 10 december 2016 Frölunda HC - Växjö Lakers 8 - 5 (1-2, 5-2, 2-1) Publik: 4357 Frölundaborg Isstadion - 10 december 2016 Karlskrona HK - Luleå HF 0 - 4 (0-3, 0-0, 0-1) Publik: 0 ABB Arena Karlskrona - 10 december 2016 HV71 - Linköping HC 2 - 3 (2-0, 0-2, 0-1) Publik: 7000 Kinnarps Arena - 10 december 2016 Brynäs IF - Färjestad BK 6 - 2 (2-0, 2-1, 2-1) Publik: 6712 Gavlerinken Arena - 10 december 2016 Örebro HK - Rögle BK 2 - 3 (0-1, 0-2, 2-0) Publik: 5062 Behrn Arena - 11 december 2016 Malmö Redhawks - Skellefteå AIK 0 - 3 (0-2, 0-1, 0-0) Publik: 5611 Malmö Arena | - 29 november 2016 Luleå HF - Djurgårdens IF 2 - 1 (0-1, 0-0, 1-0, 0-0, 1-0) Publik: 4300 Coop Norrbotten Arena - 6 december 2016 Rögle BK - Leksands IF 2 - 3 (1-2, 0-1, 1-0) Publik: 3906 Lindab Arena - 20 december 2016 Brynäs IF - Karlskrona HK 3 - 5 (2-0, 0-1, 1-4) Publik: 4284 Gavlerinken Arena - 20 december 2016 Linköping HC - Växjö Lakers 1 - 4 (0-2, 1-0, 0-2) Publik: 4338 Saab Arena - 20 december 2016 Färjestad BK - Örebro HK 6 - 4 (2-0, 2-2, 2-2) Publik: 5037 Löfbergs Arena - 20 december 2016 Frölunda HC - HV71 2 - 1 (2-0, 0-0, 0-1) Publik: 9026 Scandinavium - 21 december 2016 Skellefteå AIK - Malmö Redhawks 3 - 0 (1-0, 0-0, 2-0) Publik: 4578 Skellefteå Kraft Arena - 9 mars 2017 Växjö Lakers - Malmö Redhawks 4 - 5 (1-2, 2-2, 1-1) Publik: 4582 Vida Arena - 9 mars 2017 HV71 - Färjestad BK 3 - 2 (1-1, 2-1, 0-0) Publik: 6951 Kinnarps Arena - 9 mars 2017 Luleå HF - Rögle BK 4 - 1 (2-0, 2-0, 0-1) Publik: 5045 Coop Norrbotten Arena - 9 mars 2017 Skellefteå AIK - Djurgårdens IF 1 - 2 (0-1, 0-0, 1-0, 0-1) Publik: 4391 Skellefteå Kraft Arena - 9 mars 2017 Karlskrona HK - Örebro HK 4 - 0 (0-0, 3-0, 1-0) Publik: 4689 ABB Arena Karlskrona - 9 mars 2017 Linköping HC - Frölunda HC 2 - 4 (1-0, 0-1, 1-3) Publik: 8001 Saab Arena - 9 mars 2017 Leksands IF - Brynäs IF 1 - 2 (0-2, 1-0, 0-0) Publik: 5578 Tegera Arena - 26 december 2016 Frölunda HC - Karlskrona HK 2 - 1 (0-1, 1-0, 1-0) Publik: 8714 Scandinavium - 26 december 2016 Malmö Redhawks - Linköping HC 1 - 3 (0-1, 1-1, 0-1) Publik: 6526 Malmö Arena - 26 december 2016 Leksands IF - Luleå HF 0 - 3 (0-0, 0-3, 0-0) Publik: 7650 Tegera Arena - 26 december 2016 Djurgårdens IF - Växjö Lakers 2 - 3 (0-1, 1-1, 1-0, 0-0, 0-1) Publik: 10078 Hovet, Johanneshov - 26 december 2016 Färjestad BK - Rögle BK 3 - 4 (1-0, 1-3, 1-0, 0-0, 0-1) Publik: 7280 Löfbergs Arena - 26 december 2016 Örebro HK - Skellefteå AIK 3 - 2 (0-1, 2-1, 0-0, 0-0, 1-0) Publik: 5145 Behrn Arena - 26 december 2016 Brynäs IF - HV71 2 - 1 (1-0, 0-0, 0-1, 1-0) Publik: 6316 Gavlerinken Arena - 28 december 2016 Skellefteå AIK - Leksands IF 4 - 3 (2-1, 0-1, 1-1, 1-0) Publik: 5622 Skellefteå Kraft Arena - 28 december 2016 Färjestad BK - Linköping HC 3 - 0 (0-0, 1-0, 2-0) Publik: 6128 Löfbergs Arena - 28 december 2016 Örebro HK - Växjö Lakers 2 - 3 (1-2, 0-0, 1-1) Publik: 5136 Behrn Arena - 28 december 2016 Rögle BK - Brynäs IF 1 - 3 (1-1, 0-0, 0-2) Publik: 5051 Lindab Arena - 28 december 2016 HV71 - Malmö Redhawks 5 - 3 (3-2, 1-1, 1-0) Publik: 6925 Kinnarps Arena - 28 december 2016 Karlskrona HK - Djurgårdens IF 3 - 1 (0-0, 2-1, 1-0) Publik: 4182 ABB Arena Karlskrona - 28 december 2016 Frölunda HC - Luleå HF 3 - 1 (0-0, 2-0, 1-1) Publik: 12044 Scandinavium - 30 december 2016 Djurgårdens IF - Frölunda HC 3 - 2 (1-1, 2-0, 0-1) Publik: 13189 Hovet, Johanneshov - 30 december 2016 Luleå HF - Brynäs IF 0 - 4 (0-3, 0-0, 0-1) Publik: 5783 Coop Norrbotten Arena - 30 december 2016 Leksands IF - Färjestad BK 2 - 1 (0-0, 0-0, 2-1) Publik: 7650 Tegera Arena - 30 december 2016 Linköping HC - HV71 0 - 1 (0-0, 0-0, 0-0, 0-1) Publik: 7946 Saab Arena - 30 december 2016 Växjö Lakers - Skellefteå AIK 5 - 2 (2-0, 3-1, 0-1) Publik: 5435 Vida Arena - 30 december 2016 Malmö Redhawks - Örebro HK 6 - 0 (2-0, 3-0, 1-0) Publik: 6092 Malmö Arena - 30 december 2016 Karlskrona HK - Rögle BK 3 - 2 (1-0, 0-1, 1-1, 1-0) Publik: 4182 ABB Arena Karlskrona - 5 januari 2017 Luleå HF - Karlskrona HK 3 - 2 (0-1, 1-1, 1-0, 0-0, 1-0) Publik: 4891 Coop Norrbotten Arena - 5 januari 2017 Skellefteå AIK - Rögle BK 3 - 1 (1-0, 0-1, 2-0) Publik: 4438 Skellefteå Kraft Arena - 5 januari 2017 Djurgårdens IF - Linköping HC 0 - 4 (0-0, 0-0, 0-4) Publik: 8094 Hovet, Johanneshov - 5 januari 2017 HV71 - Växjö Lakers 1 - 2 (0-0, 1-0, 0-1, 0-1) Publik: 6837 Kinnarps Arena - 5 januari 2017 Brynäs IF - Färjestad BK 1 - 0 (1-0, 0-0, 0-0) Publik: 5011 Gavlerinken Arena - 6 januari 2017 Malmö Redhawks - Leksands IF 3 - 1 (2-0, 1-1, 0-0) Publik: 8028 Malmö Arena - 6 januari 2017 Örebro HK - Frölunda HC 1 - 3 (1-0, 0-2, 0-1) Publik: 5500 Behrn Arena - 7 januari 2017 Brynäs IF - Växjö Lakers 1 - 4 (0-1, 1-1, 0-2) Publik: 5123 Gavlerinken Arena - 7 januari 2017 Rögle BK - Djurgårdens IF 1 - 3 (1-2, 0-1, 0-0) Publik: 4145 Lindab Arena - 7 januari 2017 Färjestad BK - Skellefteå AIK 1 - 2 (1-0, 0-0, 0-2) Publik: 6195 Löfbergs Arena - 7 januari 2017 Karlskrona HK - HV71 2 - 3 (0-1, 1-2, 1-0) Publik: 5004 ABB Arena Karlskrona - 7 januari 2017 Linköping HC - Luleå HF 5 - 2 (2-1, 2-0, 1-1) Publik: 7232 Saab Arena - 7 januari 2017 Leksands IF - Malmö Redhawks 4 - 3 (1-1, 2-0, 1-2) Publik: 6131 Tegera Arena - 7 januari 2017 Frölunda HC - Örebro HK 2 - 1 (0-0, 1-0, 0-1, 1-0) Publik: 10520 Scandinavium - 12 januari 2017 Örebro HK - Leksands IF 4 - 3 (0-1, 3-2, 0-0, 0-0, 1-0) Publik: 5500 Behrn Arena - 12 januari 2017 Luleå HF - Skellefteå AIK 3 - 4 (0-0, 2-1, 1-2, 0-0, 0-1) Publik: 5668 Coop Norrbotten Arena - 12 januari 2017 Växjö Lakers - Frölunda HC 4 - 1 (2-1, 1-0, 1-0) Publik: 4624 Vida Arena - 12 januari 2017 Linköping HC - Karlskrona HK 4 - 3 (2-0, 1-2, 0-1, 0-0, 1-0) Publik: 4593 Saab Arena - 12 januari 2017 Djurgårdens IF - Brynäs IF 4 - 3 (2-1, 1-0, 0-2, 0-0, 1-0) Publik: 6693 Hovet, Johanneshov - 12 januari 2017 Malmö Redhawks - Färjestad BK 2 - 3 (2-1, 0-0, 0-2) Publik: 6120 Malmö Arena - 13 januari 2017 Rögle BK - HV71 1 - 3 (0-1, 1-1, 0-1) Publik: 3680 Lindab Arena - 3 januari 2017 Frölunda HC - Färjestad BK 5 - 0 (3-0, 1-0, 1-0) Publik: 10817 Scandinavium - 14 januari 2017 Skellefteå AIK - Karlskrona HK 3 - 2 (2-1, 0-1, 1-0) Publik: 4273 Skellefteå Kraft Arena - 14 januari 2017 Brynäs IF - Djurgårdens IF 0 - 3 (0-0, 0-2, 0-1) Publik: 7604 Gavlerinken Arena - 14 januari 2017 Malmö Redhawks - Luleå HF 1 - 2 (1-0, 0-1, 0-0, 0-1) Publik: 10612 Malmö Arena - 14 januari 2017 Örebro HK - Linköping HC 0 - 1 (0-1, 0-0, 0-0) Publik: 5212 Behrn Arena - 14 januari 2017 Växjö Lakers - Leksands IF 4 - 1 (1-1, 1-0, 2-0) Publik: 5069 Vida Arena - 14 januari 2017 HV71 - Rögle BK 5 - 3 (0-1, 5-1, 0-1) Publik: 6586 Kinnarps Arena - 19 januari 2017 Leksands IF - Linköping HC 5 - 1 (1-0, 2-1, 2-0) Publik: 4460 Tegera Arena - 19 januari 2017 Brynäs IF - Örebro HK 3 - 4 (2-0, 1-2, 0-1, 0-1) Publik: 3602 Gavlerinken Arena - 19 januari 2017 Djurgårdens IF - HV71 2 - 3 (0-1, 0-1, 2-0, 0-0, 0-1) Publik: 6505 Hovet, Johanneshov - 19 januari 2017 Frölunda HC - Skellefteå AIK 2 - 3 (0-1, 1-1, 1-1) Publik: 9573 Scandinavium - 19 januari 2017 Rögle BK - Malmö Redhawks 1 - 2 (0-1, 1-0, 0-0, 0-1) Publik: 5024 Lindab Arena - 19 januari 2017 Färjestad BK - Luleå HF 3 - 2 (1-1, 1-1, 0-0, 1-0) Publik: 6874 Löfbergs Arena - 20 januari 2017 Karlskrona HK - Växjö Lakers 1 - 4 (1-0, 0-3, 0-1) Publik: 4118 ABB Arena Karlskrona - 17 september 2016 Malmö Redhawks - Frölunda HC 3 - 2 (0-0, 3-0, 0-2) Publik: 8170 Malmö Arena - 21 januari 2017 Luleå HF - Färjestad BK 5 - 4 (1-1, 2-1, 1-2, 1-0) Publik: 5721 Coop Norrbotten Arena - 21 januari 2017 Skellefteå AIK - Brynäs IF 3 - 0 (1-0, 1-0, 1-0) Publik: 5511 Skellefteå Kraft Arena - 21 januari 2017 Djurgårdens IF - Leksands IF 4 - 3 (2-0, 1-2, 1-1) Publik: 8094 Hovet, Johanneshov - 21 januari 2017 Linköping HC - Rögle BK 2 - 1 (1-1, 1-0, 0-0) Publik: 6792 Saab Arena - 21 januari 2017 Växjö Lakers - Karlskrona HK 4 - 0 (0-0, 3-0, 1-0) Publik: 5750 Vida Arena - 21 januari 2017 HV71 - Örebro HK 5 - 1 (0-0, 3-1, 2-0) Publik: 6434 Kinnarps Arena - 3 december 2016 Färjestad BK - Djurgårdens IF 2 - 1 (1-1, 0-0, 0-0, 1-0) Publik: 6070 Löfbergs Arena - 3 januari 2017 Linköping HC - Skellefteå AIK 5 - 2 (2-0, 1-1, 2-1) Publik: 4740 Saab Arena - 26 januari 2017 Örebro HK - Luleå HF 2 - 1 (1-0, 1-0, 0-1) Publik: 5108 Behrn Arena - 26 januari 2017 Växjö Lakers - Rögle BK 4 - 2 (0-1, 2-0, 2-1) Publik: 4257 Vida Arena - 26 januari 2017 Karlskrona HK - Malmö Redhawks 0 - 2 (0-1, 0-1, 0-0) Publik: 3803 ABB Arena Karlskrona - 26 januari 2017 Frölunda HC - Brynäs IF 2 - 4 (1-0, 1-1, 0-3) Publik: 9443 Scandinavium - 27 januari 2017 HV71 - Leksands IF 3 - 1 (2-1, 0-0, 1-0) Publik: 7000 Kinnarps Arena - 28 januari 2017 Färjestad BK - Karlskrona HK 4 - 3 (2-3, 1-0, 1-0) Publik: 7550 Löfbergs Arena - 28 januari 2017 Luleå HF - Växjö Lakers 4 - 3 (1-1, 2-0, 0-2, 0-0, 1-0) Publik: 4631 Coop Norrbotten Arena - 28 januari 2017 Leksands IF - HV71 1 - 2 (0-0, 1-1, 0-1) Publik: 6884 Tegera Arena - 28 januari 2017 Brynäs IF - Malmö Redhawks 2 - 4 (0-2, 0-0, 2-2) Publik: 5336 Gavlrerinken Arena - 28 januari 2017 Rögle BK - Frölunda HC 3 - 4 (0-1, 2-1, 1-2) Publik: 3803 Lindab Arena - 25 februari 2017 Djurgårdens IF - Örebro HK 2 - 0 (0-0, 1-0, 1-0) Publik: 6589 Hovet, Johanneshov - 2 mars 2017 Skellefteå AIK - Linköping HC 3 - 1 (0-0, 1-0, 2-1) Publik: 4241 Skellefteå Kraft Arena - 24 januari 2017 Frölunda HC - Karlskrona HK 4 - 3 (0-2, 1-0, 3-1) Publik: 6638 Scandinavium - 31 januari 2017 Leksands IF - Linköping HC 2 - 5 (1-2, 1-1, 0-2) Publik: 4523 Tegera Arena - 31 januari 2017 Örebro HK - Färjestad BK 0 - 1 (0-0, 0-0, 0-1) Publik: 5500 Behrn Arena - 31 januari 2017 Malmö Redhawks - Luleå HF 5 - 1 (0-1, 2-0, 3-0) Publik: 5763 Malmö Arena - 31 januari 2017 Rögle BK - Växjö Lakers 3 - 4 (3-1, 0-1, 0-2) Publik: 3149 Lindab Arena - 31 januari 2017 Djurgårdens IF - HV71 1 - 2 (0-0, 0-2, 1-0) Publik: 5522 Hovet, Johanneshov - 31 januari 2017 Brynäs IF - Skellefteå AIK 2 - 6 (1-1, 1-2, 0-3) Publik: 4196 Gavlerinken Arena - 2 februari 2017 Växjö Lakers - Frölunda HC 3 - 2 (1-1, 0-1, 1-0, 0-0, 1-0) Publik: 5321 Vida Arena - 2 februari 2017 Färjestad BK - Leksands IF 5 - 2 (1-1, 2-0, 2-1) Publik: 6411 Löfbergs Arena - 2 februari 2017 HV71 - Rögle BK 7 - 0 (3-0, 2-0, 2-0) Publik: 5797 Kinnarps Arena - 2 februari 2017 Linköping HC - Djurgårdens IF 4 - 1 (1-0, 2-1, 1-0) Publik: 5503 Saab Arena - 2 februari 2017 Karlskrona HK - Örebro HK 2 - 3 (0-1, 0-1, 2-0, 0-1) Publik: 3378 ABB Arena Karlskrona - 2 februari 2017 Luleå HF - Brynäs IF 4 - 5 (0-1, 3-0, 1-3, 0-0, 0-1) Publik: 4417 Coop Norrbotten Arena - 3 februari 2017 Skellefteå AIK - Malmö Redhawks 0 - 4 (0-1, 0-1, 0-2) Publik: 4768 Skellefteå Kraft Arena - 4 februari 2017 Djurgårdens IF - Rögle BK 1 - 2 (0-1, 1-0, 0-0, 0-1) Publik: 7539 Hovet, Johanneshov - 4 februari 2017 Leksands IF - Örebro HK 1 - 2 (0-0, 1-2, 0-0) Publik: 7650 Tegera Arena - 4 februari 2017 HV71 - Linköping HC 2 - 3 (0-0, 1-0, 1-2, 0-0, 0-1) Publik: 6905 Kinnarps Arena - 4 februari 2017 Brynäs IF - Luleå HF 6 - 2 (2-1, 2-0, 2-1) Publik: 5623 Gavlerinken Arena - 4 februari 2017 Karlskrona HK - Växjö Lakers 0 - 4 (0-2, 0-0, 0-2) Publik: 4167 ABB Arena Karlskrona - 4 februari 2017 Malmö Redhawks - Skellefteå AIK 1 - 4 (1-2, 0-1, 0-1) Publik: 6374 Malmö Arena - 5 februari 2017 Frölunda HC - Färjestad BK 2 - 3 (0-0, 1-0, 1-3) Publik: 10651 Scandinavium - 29 november 2016 Växjö Lakers - Färjestad BK 2 - 3 (2-0, 0-1, 0-1, 0-0, 0-1) Publik: 4408 Vida Arena - 14 februari 2017 Örebro HK - Skellefteå AIK 1 - 2 (1-0, 0-1, 0-0, 0-1) Publik: 5092 Behrn Arena - 14 februari 2017 Leksands IF - HV71 2 - 1 (1-0, 1-0, 0-1) Publik: 4301 Tegera Arena - 14 februari 2017 Djurgårdens IF - Brynäs IF 5 - 6 (2-1, 2-3, 1-1, 0-1) Publik: 6013 Hovet, Johanneshov - 14 februari 2017 Linköping HC - Luleå HF 2 - 0 (0-0, 2-0, 0-0) Publik: 5049 Saab Arena - 14 februari 2017 Malmö Redhawks - Frölunda HC 2 - 3 (0-0, 2-1, 0-2) Publik: 6218 Malmö Arena - 15 februari 2017 Rögle BK - Karlskrona HK 4 - 1 (0-0, 1-1, 3-0) Publik: 3224 Lindab Arena - 16 februari 2017 Luleå HF - Örebro HK 2 - 1 (0-1, 2-0, 0-0) Publik: 4473 Coop Norrbotten Arena - 16 februari 2017 Skellefteå AIK - Växjö Lakers 4 - 5 (1-1, 1-2, 2-1, 0-1) Publik: 4342 Skellefteå Kraft Arena - 16 februari 2017 Brynäs IF - Leksands IF 4 - 0 (3-0, 1-0, 0-0) Publik: 7909 Gavlerinken Arena - 16 februari 2017 Frölunda HC - Djurgårdens IF 2 - 1 (1-1, 0-0, 0-0, 1-0) Publik: 9340 Scandinavium - 16 februari 2017 HV71 - Malmö Redhawks 3 - 6 (2-1, 0-2, 1-3) Publik: 6179 Kinnarps Arena - 17 februari 2017 Färjestad BK - Rögle BK 4 - 5 (1-0, 1-2, 2-3) Publik: 6164 Löfbergs Arena - 17 februari 2017 Karlskrona HK - Linköping HC 3 - 1 (1-0, 0-0, 2-1) Publik: 3349 ABB Arena Karlskrona - 18 februari 2017 Leksands IF - Växjö Lakers 0 - 6 (0-3, 0-1, 0-2) Publik: 5175 Tegera Arena - 18 februari 2017 Luleå HF - Frölunda HC 4 - 2 (0-0, 3-2, 1-0) Publik: 5540 Coop Norrbotten Arena - 18 februari 2017 Skellefteå AIK - Djurgårdens IF 3 - 2 (0-0, 1-1, 2-1) Publik: 5380 Skellefteå Kraft Arena - 18 februari 2017 Malmö Redhawks - Brynäs IF 2 - 3 (0-0, 2-3, 0-0) Publik: 6905 Malmö Arena - 18 februari 2017 Örebro HK - HV71 0 - 3 (0-0, 0-0, 0-3) Publik: 5500 Behrn Arena - 18 februari 2017 Rögle BK - Färjestad BK 2 - 1 (1-0, 1-1, 0-0) Publik: 3811 Lindab Arena - 18 februari 2017 Linköping HC - Karlskrona HK 3 - 2 (0-0, 1-1, 2-1) Publik: 6089 Saab Arena - 21 februari 2017 Örebro HK - Brynäs IF 3 - 6 (0-3, 2-2, 1-1) Publik: 5309 Behrn Arena - 21 februari 2017 Rögle BK - Linköping HC 3 - 2 (2-0, 0-1, 0-1, 0-0, 1-0) Publik: 3351 Lindab Arena - 21 februari 2017 Växjö Lakers - Luleå HF 3 - 2 (0-0, 0-2, 2-0, 1-0) Publik: 4748 Vida Arena - 21 februari 2017 Djurgårdens IF - Färjestad BK 0 - 2 (0-0, 0-2, 0-0) Publik: 6576 Hovet, Johanneshov - 21 februari 2017 Karlskrona HK - Malmö Redhawks 1 - 3 (1-1, 0-1, 0-1) Publik: 3683 ABB Arena Karlskrona - 22 februari 2017 Leksands IF - Skellefteå AIK 1 - 3 (1-2, 0-0, 0-1) Publik: 4309 Tegera Arena - 22 februari 2017 HV71 - Frölunda HC 2 - 1 (0-0, 0-0, 1-1, 1-0) Publik: 6818 Kinnarps Arena - 24 januari 2017 Skellefteå AIK - HV71 3 - 2 (0-2, 1-0, 2-0) Publik: 4423 Skellefteå Kraft Arena - 23 februari 2017 Luleå HF - Djurgårdens IF 1 - 2 (0-1, 0-0, 1-0, 0-1) Publik: 4868 Coop Norrbotten Arena - 23 februari 2017 Brynäs IF - Rögle BK 4 - 1 (1-0, 2-1, 1-0) Publik: 4510 Gavlerinken Arena - 23 februari 2017 Malmö Redhawks - Växjö Lakers 4 - 3 (2-0, 0-0, 1-3, 0-0, 1-0) Publik: 6043 Malmö Arena - 23 februari 2017 Färjestad BK - Karlskrona HK 2 - 0 (1-0, 0-0, 1-0) Publik: 5360 Löfbergs Arena - 23 februari 2017 Linköping HC - Örebro HK 5 - 1 (3-1, 1-0, 1-0) Publik: 5226 Saab Arena - 24 februari 2017 Frölunda HC - Leksands IF 1 - 5 (0-1, 0-1, 1-3) Publik: 5507 Scandinavium - 1 oktober 2016 Rögle BK - Malmö Redhawks 6 - 7 (3-3, 1-3, 2-1) Publik: 5051 Lindab Arena - 28 januari 2017 Örebro HK - Djurgårdens IF 3 - 2 (0-1, 0-1, 2-0, 1-0) Publik: 5500 Behrn Arena - 24 februari 2017 HV71 - Skellefteå AIK 5 - 2 (1-1, 3-0, 1-1) Publik: 6884 Kinnarps Arena - 25 februari 2017 Färjestad BK - Linköping HC 1 - 5 (0-1, 0-1, 1-3) Publik: 7470 Löfbergs Arena - 25 februari 2017 Karlskrona HK - Luleå HF 3 - 1 (1-0, 1-1, 1-0) Publik: 3449 ABB Arena Karlskrona - 25 februari 2017 Leksands IF - Frölunda HC 4 - 5 (1-1, 0-2, 3-1, 0-1) Publik: 6769 Tegera Arena - 25 februari 2017 Växjö Lakers - Brynäs IF 1 - 4 (0-1, 0-1, 1-2) Publik: 5652 Vida Arena - 28 februari 2017 Luleå HF - Rögle BK 3 - 0 (0-0, 1-0, 2-0) Publik: 4338 Coop Norrbotten Arena - 28 februari 2017 Skellefteå AIK - Färjestad BK 0 - 3 (0-0, 0-2, 0-1) Publik: 5111 Skellefteå Kraft Arena - 28 februari 2017 Leksands IF - Karlskrona HK 1 - 4 (0-2, 1-2, 0-0) Publik: 5263 Tegera Arena - 28 februari 2017 Frölunda HC - Linköping HC 3 - 4 (0-1, 0-2, 3-0, 0-0, 0-1) Publik: 8622 Scandinavium - 28 februari 2017 HV71 - Brynäs IF 3 - 0 (1-0, 1-0, 1-0) Publik: 6511 Kinnarps Arena - 1 mars 2017 Örebro HK - Malmö Redhawks 2 - 1 (0-0, 1-1, 1-0) Publik: 5062 Behrn Arena - 1 mars 2017 Djurgårdens IF - Växjö Lakers 2 - 1 (1-1, 0-0, 0-0, 0-0, 1-0) Publik: 6233 Hovet, Johanneshov - 26 januari 2017 Linköping HC - Skellefteå AIK 3 - 0 (1-0, 1-0, 1-0) Publik: 5069 Saab Arena - 2 mars 2017 Rögle BK - Leksands IF 4 - 1 (1-0, 1-1, 2-0) Publik: 4622 Lindab Arena - 2 mars 2017 Brynäs IF - Frölunda HC 2 - 3 (1-1, 1-1, 0-0, 0-1) Publik: 5232 Gavlerinken Arena - 2 mars 2017 Färjestad BK - Luleå HF 5 - 0 (1-0, 2-0, 2-0) Publik: 6908 Löfbergs Arena - 2 mars 2017 Karlskrona HK - HV71 2 - 5 (0-2, 1-0, 1-3 Publik: 3438 ABB Arena Karlskrona - 3 mars 2017 Malmö Redhawks - Djurgårdens IF 2 - 3 (0-0, 0-1, 2-1, 0-1) Publik: 6239 Malmö Arena - 3 mars 2017 Växjö Lakers - Örebro HK 7 - 4 (1-1, 3-1, 3-2) Publik: 5013 Vida Arena - 4 mars 2017 Luleå HF - Leksands IF 5 - 2 (0-0, 2-0, 3-2 Publik: 4939 Coop Norrbotten Arena - 4 mars 2017 Färjestad BK - HV71 1 - 0 (0-0, 1-0, 0-0) Publik: 8087 Löfbergs Arena - 4 mars 2017 Karlskrona HK - Skellefteå AIK 6 - 1 (3-0, 1-0, 2-1) Publik: 3852 ABB Arena Karlskrona - 4 mars 2017 Frölunda HC - Rögle BK 3 - 1 (2-0, 1-1, 0-0) Publik: 10560 Scandinavium - 4 mars 2017 Örebro HK - Växjö Lakers 2 - 3 (1-0, 1-0, 0-2, 0-1) Publik: 5500 Behrn Arena - 4 mars 2017 Djurgårdens IF - Malmö Redhawks 4 - 0 (1-0, 1-0, 2-0) Publik: 7371 Hovet, Johanneshov - 5 mars 2017 Linköping HC - Brynäs IF 3 - 0 (0-0, 1-0, 2-0) Publik: 8147 Saab Arena - 7 mars 2017 Leksands IF - Djurgårdens IF 0 - 5 (0-3, 0-1, 0-1) Publik: 4408 Tegera Arena - 7 mars 2017 Skellefteå AIK - Frölunda HC 2 - 1 (1-0, 0-0, 1-1) Publik: 4586 Skellefteå Kraft Arena - 7 mars 2017 Brynäs IF - Karlskrona HK 5 - 2 (3-1, 1-0, 1-1) Publik: 4143 Gavlerinken Arena - 7 mars 2017 Växjö Lakers - Linköping HC 2 - 3 (0-0, 2-1, 0-2) Publik: 4354 Vida Arena - 7 mars 2017 Rögle BK - Örebro HK 5 - 1 (3-0, 0-0, 2-1) Publik: 3399 Lindab Arena - 7 mars 2017 HV71 - Luleå HF 6 - 0 (0-0, 2-0, 4-0) Publik: 5917 Kinnarps Arena - 7 mars 2017 Malmö Redhawks - Färjestad BK 2 - 5 (0-1, 2-1, 0-3) Publik: 5940 Malmö Arena 1. |